# Sílvio Braga

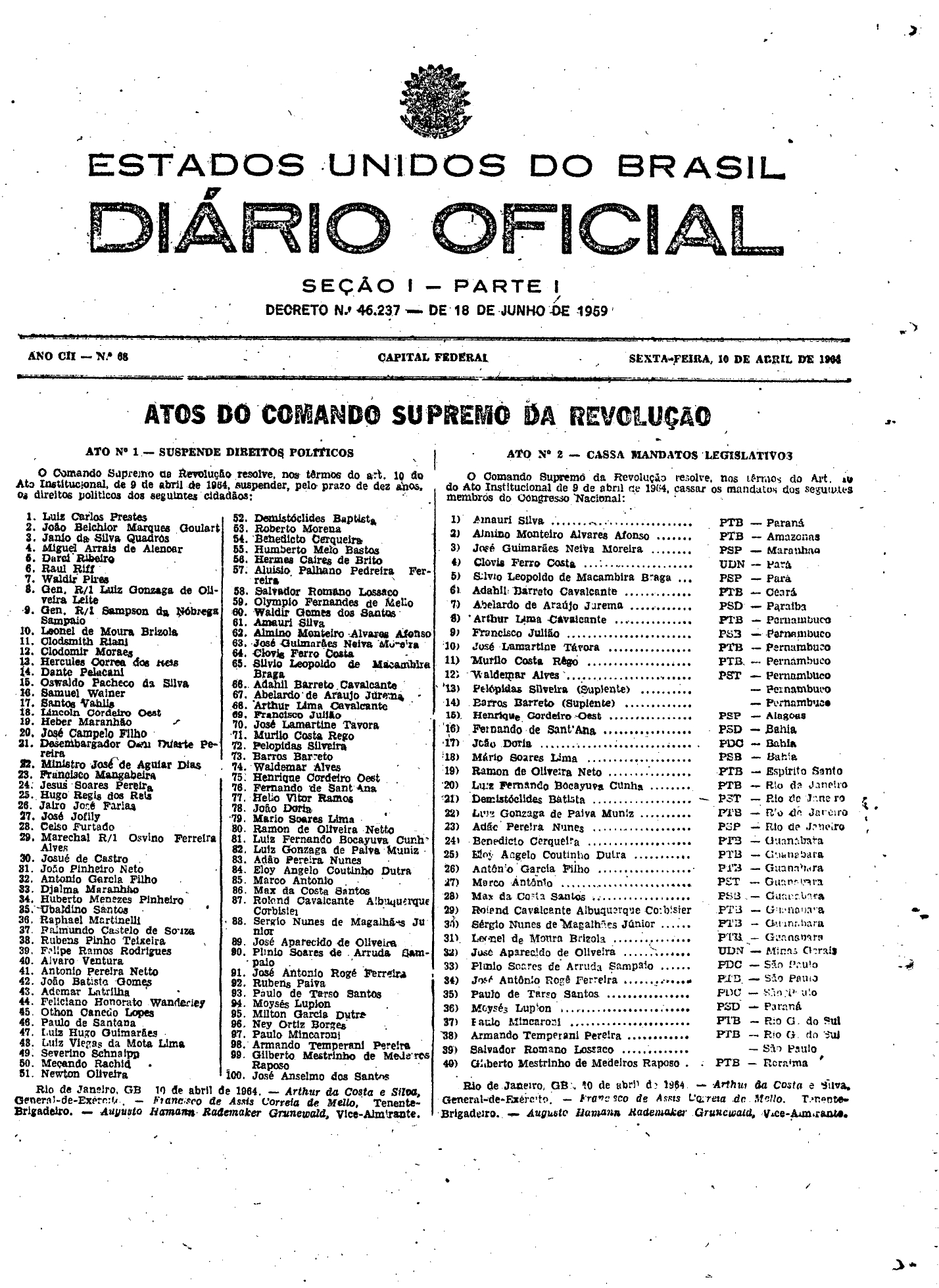
Documento que levou a suspensão dos direitos politicos de Sylvio. Listado na posição 65.

Sílvio Leopoldo de Macambira Braga, mais conhecido como Sílvio Braga, (Belém, 31 de maio de 1916 – Brasília, 27 de novembro de 1995) foi um advogado e político brasileiro, outrora deputado federal pelo Pará.

## Dados biográficos
Filho de José Antunes de Vasconcelos Braga e Sylvia Augusta de Macambira Braga. Advogado formando pela Universidade Federal do Pará em 1946, elegeu-se deputado estadual via PSP em 1947 e 1950, sendo que ao fim do mandato foi nomeado diretor do Banco da Amazônia. Retornou à vida política ao eleger-se deputado federal em 1958 e 1962, mas foi punido pelo Ato Institucional Número Um, que cassou-lhe o mandato em 1964, suspendendo os seus direitos políticos por dez anos. De volta ao Banco da Amazônia como consultor jurídico, aposentou-se e passou a trabalhar somente como advogado.
A derradeira eleição que Sylvio Braga disputou foi como candidato a deputado federal pelo PDS em 1982, quando obteve apenas uma suplência. No ano seguinte foi assessor parlamentar do Ministério da Previdência Social no princípio da gestão Jarbas Passarinho, à frente da pasta por escolha do presidente João Figueiredo.